# Environmental Mapping and Analysis Program
Das Environmental Mapping and Analysis Program (EnMAP) ist eine deutsche Satellitenmission mit einem Erdbeobachtungssatelliten.
Ziel ist das getrennte Aufzeichnen verschiedener teils eng beieinander liegender Lichtfrequenzen (hyperspektral) von der Erdoberfläche. Aus der Analyse dieser Daten lassen sich Informationen u. a. über Vegetations-, Boden- und Wasserparameter ableiten, die wiederum Rückschlüsse auf Veränderungen der Umwelt ermöglichen. Vorrangiges Ziel der Mission ist, einen Beitrag zum Verständnis klimarelevanter Prozesse zu leisten.
Der Satellit startete am 1. April 2022 und ist für eine Betriebsdauer von mindestens fünf Jahren ausgelegt.

## Mission
Der 980 kg (inklusive 55 kg Hydrazin) schwere Satellit nimmt in 242 kontinuierlich aneinandergereihten Kanälen im Spektralbereich zwischen 420 nm und 2450 nm (blaues sichtbares Licht bis kurzwelliges Infrarot) auf. Die spektralen Signaturen sollen dann quantitativ analysiert werden, um geo- und biochemische Parameter der Erdoberfläche u. a. über Vegetations-, Boden- und Wasserparameter abzuleiten.
EnMAP zeichnet die Erdoberfläche auf einer sonnensynchronen Umlaufbahn aus einer Höhe von ca. 650 km mit einer Bodenauflösung von 30 m × 30 m auf. Die Abtastbreite beträgt 30 km, wobei der Satellit eine Streifenlänge von bis zu 5000 km pro Tag verarbeiten kann. Die Möglichkeit der seitlichen Schwenkung des Satelliten um bis zu ±30° erlaubt Vergleichsbeobachtungen desselben Ortes innerhalb von vier Tagen.
Das Deutsche GeoForschungsZentrum – Helmholtz-Zentrum Potsdam hat die wissenschaftliche Leitung der EnMAP-Mission, das Management liegt beim Raumfahrtmanagement des Deutschen Zentrums für Luft- und Raumfahrt (DLR). Der Sensor wird von der OHB System AG (ehemals Kayser-Threde) entwickelt. Diese übernimmt nach einem Vertrag zwischen DLR und der Firma vom November 2008 auch die Systemführerschaft für die Mission. OHB System baut den Satellitenbus, der vorher u. a. für die SAR-Lupe-Satelliten genutzt wurde. Das Bodensegment wird vom DLR geplant, aufgebaut und betrieben.